# 朝聖者遊樂場 (亞利桑那州)
朝聖者遊樂場（英語：Pilgrim Playground）是位於美國亞利桑那州可可尼諾縣的一個非建制地區。該地的面積和人口皆未知。

## 地理
朝聖者遊樂場的座標為34°57′43″N 111°28′55″W / 34.96194°N 111.48194°W，而該地的平均海拔高度為2184米（即7165英尺）。